# Cylindropuntia acanthocarpa
Cylindropuntia acanthocarpa je prezimna vrsta valjastih opuncij, ki jih imenujejo čola (cholla). Domovina rastline je jugozahodni del ZDA (Kalifornija, Nevada, Utah in Arizona). Raste v skalnatih peščenih pobočjih na višini od 150 – 1800 m, najpogosteje na višini 1220 m.
V naravi služi kaktus nekaterim pticam kot gnezdišče in podganam neotama kot zavetišče pred kojoti. Plodovi so hrana želvam, legvanom, hroščem in zajcem.

## Izvor imena
Ime izhaja iz grščine: akantha - trn; karpos - plod.

## Opis rastline
Raste v drevesno grmičasti obliki do velikosti 1,5 m v višino in do 4 m premera. Korenine so relativno močne, vendar plitko razvejane. Odpadle veje zelo hitro poženejo nove korenine v tla.
Steblo je valjaste oblike, zelo sočno, temno zelene barve. V hladnem vremenu se lahko steblo obarva škrlatno. Posamezni členki so lahko dolgi do 45 cm in merijo v premeru do 4,5 cm. Bradavice so konične, se širijo od spodaj navzgor in so do 4 krat daljše od svoje širine. Areole so eliptične, velikosti 2,5 - 4,5 mm.
Bodice so podobne iglam in so delno zaprte v papirnato ovojnico. Dolge so od 12 – 25 mm, rumenkaste do temno rjave barve, iz areole pa zraste 7 - 25 bodic. Pri starejših rastlinah bodice posivijo.
Glohide so običajno v šopih, adaksialno na površino bradavic, rumeno rjave barve, velikosti 0,5 – 2 mm.
Cvetovi so oblike narobe obrnjenega stožca, rumene do bakreno rdeče barve, velikosti do 5 cm v premeru. Notranje sepale in prašniki so rumeni. Redkeje se pojavijo varietete z živo rdečimi cvetovi. Čas cvetenja je od aprila do junija, lahko tudi kasneje glede na lego.
Plod je jagoda, ovalne oblike, velik do 4 cm, pokrit z bodicami. Ostane posušen več mesecev na rastlini, vendar pred zimo odpade. Semena so bledo rumene barve, oglato krožne oblike, velikosti do 6 mm.

## Gojenje
Gojenje na Slovenskem je preprosto, ker spada med prezimne kaktuse. Glede na izkušnje slovenskih gojiteljev kaktusov prezimi do - 20 °C. Spomladanska nihanja temperature in močne padavine lahko povzročijo gnitje rastline. Na rastlinah se lahko poleti pojavijo volnate uši in kaparji.

## Razmnoževanje
Kaktus se razmnožuje s semeni, ki so debela in zaradi dormance težko kalijo. Razmnožuje se tudi vegetativno, običajno s poleganjem  in koreninjenjem vej.

## Uporaba
V ZDA uporabljajo neodprte plodove za hrano kot pečene ali kuhane, seveda s tem, da pred uporabo odstranijo bodice.

## Varietete
- Cylindropuntia acanthocarpa subsp. acanthocarpa Anderson, The Cactus Family, na listi sinonimov
- Cylindropuntia acanthocarpa var. coloradensis (L.D. Benson) D.J. Pinkava (Colorado Buckhorn Cholla)
- Cylindropuntia acanthocarpa var. ganderi (C.B. Wolf) L.D. Benson
- Cylindropuntia acanthocarpa var. major (Engelmann) D.J. Pinkava
- Cylindropuntia acanthocarpa var. ramosa (Peebles) Backeberg
- Cylindropuntia acanthocarpa var. thornberi (Thornb & Bonker) Backeberg (Thornber's Buckhorn Cholla)